# Біогеографічний метод Голікова – Скарлато
 Біогеографічний метод Голікова — Скарлато, або правило лімітуючого значення крайніх літніх і зимових  температур — спосіб визначення оптимальних умов для існування  видів, а також необхідних для їх успішного розмноження температур. Метод зводиться до визначення температур на межах ареалу виду в літній та зимовий періоди, які, власне, і зумовлюють можливість розселення тварин. Крайні значення зимових та літніх температур біля меж ареалів виявляються близькими до лімітуючих, в той час як протилежні їм в кожному сезоні температури близькі до зони їх оптимуму. Викладене авторами (Голіков, Скарлато, 1972) правило відноситься до умов  помірних широт  північної півкулі і розширює відоме правило стимулюючої дії температур  В. Шелфорда — Т. Парка.
Дослідження А. Н. Голікова і О. А. Скарлато (1972) показали, що температури розмноження, які закладаються як генотипічна видова ознака, знаходяться в зоні оптимальних температур існування видів і не пов'язані прямою залежністю з відносно рухливим і істотно більш широким діапазоном температур їх виживаності, часто виявляються більш константними у видів з відносно широким діапазоном  толерантності до температур (субтропічні приазійські види), ніж у видів з відносно низькою верхньою межею температурної витривалості (атлантичні бореальні види).
Очевидно, не можна вважати, що температура — абсолютно визначальний чинник у формуванні меж ареалу. Суттєву роль відіграють вологість, субстрати, міжвидові стосунки, переслідування людиною, а у водному середовищі також швидкість руху його потоків і солоність вод. Саму температуру регулюють складаний мезо-, мікро- і біоклимат. Певну роль відіграють і генетичні закономірності взаємовідносин видів.

## Ресурси Інтернету
- Биогеографические закономерности  [Архівовано 4 жовтня 2013 у Wayback Machine.]